# Alonso Lobo

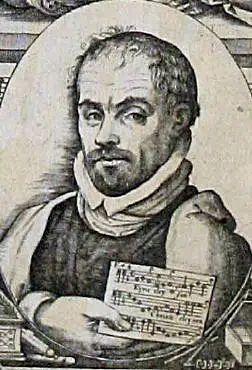
Alonso Lobo (Porträt)

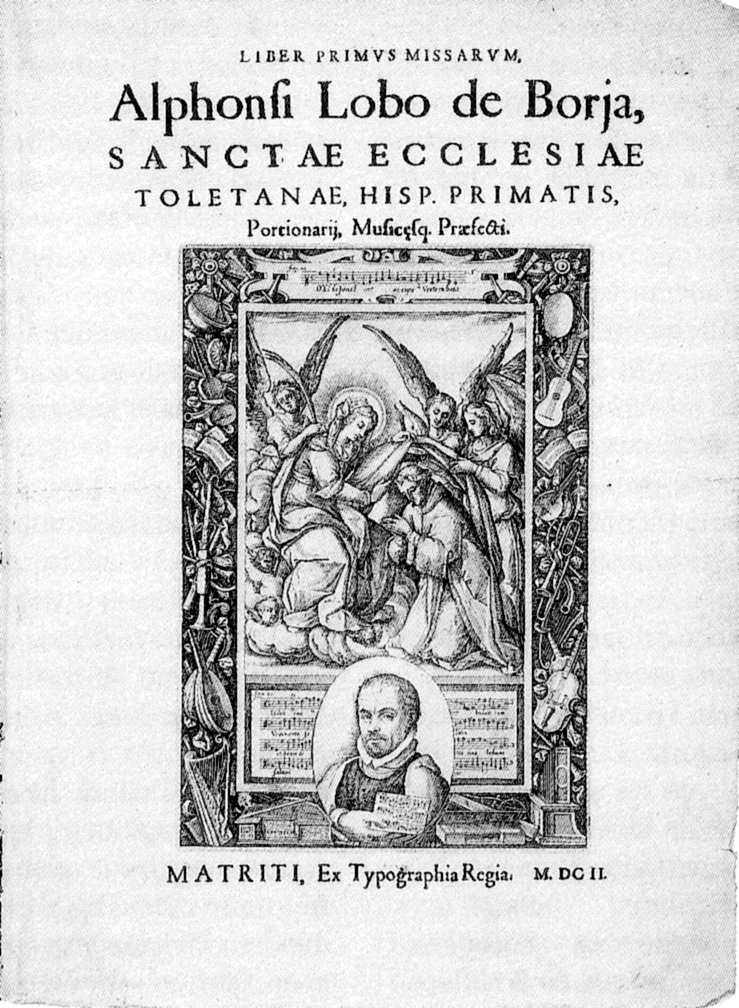
Alonso Lobo: Das Liber primus missarum (Titelseite von 1602)

Alonso Lobo, in der Literatur oft als Alonso Lobo de Borja (formal korrekt: Alonso Lobo y de Borja) angesprochen, (* 25. Februar 1555 getauft in Osuna; † 5. April 1617 in Sevilla) war ein spanischer  sakraler Komponist aus Andalusien der späten spanischen Renaissance.

## Leben und Werk
Lobo war der Sohn von Alonso Lobo und Jerónima de Borja aus Osuna. Mit elf Jahren trat Lobo in den Knabenchor der Kathedrale von Sevilla ein. Er erwarb sich den Abschluss eines Licenciado an der Universität von Osuna. Am 20. September 1581 wurde er zum Kapitelsekretär ernannt. Am 26. Mai 1586 wurde Lobo in der Stiftskirche von Osuna zum Kanoniker ernannt. Ab dem 21. August 1591 stellte das Kapitel der Kathedrale von Sevilla Lobo als Vizekapellmeister dem alternden Meister der Kapelle Francisco Guerrero an die Seite. Nach einer Vereinbarung vom 2. September 1591 erhielt Lobo hierfür eine Bezahlung von 400 Dukaten im Jahr. 1593 wurde Lobo Kapellmeister an der Kathedrale von Toledo. 1603 kehrte Lobo als Kapellmeister nach Sevilla zurück.
Gedruckt wurde von Alonso Lobo 1602 in Madrid das Liber primus missarum mit sechs vier-bis-sechsstimmigen Messen und sieben vier-bis-achtstimmigen Motetten.
Alonso Lobo erreichte nicht den Bekanntheitsgrad eines Tomás Luis de Victoria. Er steht diesem künstlerisch aber kaum nach. Lobo bietet in seiner sakralen Musik eine perfekte Kombination der Kontrapunkttechnik Palestrinas und der musikalischen Intensität von de Victoria.

## Biografische Irritationen
Lexikografen haben folgende Tatsachen in Bezug auf die Biografie Alonso Lobos beharrlich durcheinander gebracht. Fälschlicherweise wurde oft Alonso Lobos Geburtsort mit Borja in Aragonien angegeben. Lobos Geburtsort ist definitiv das andalusische Osuna. Der Fehler entstand aus der Tatsache, dass der Geburtsname seiner Mutter „Jerónima de Borja“ lautete. Die Eltern Alonso Lobos lebten definitiv in Osuna. Auch Wilibald Gurlitt unterläuft 1961 in seinem Artikel zu Alonso Lobo in Riemanns Musiklexikon dieser Fehler und Carl Dahlhaus korrigiert ihn in dem entsprechenden Ergänzungsband von 1975 nicht. Die Verwendung des Namens Alonso Lobo de Borja (also wie in Spanien üblich mit Nachnamen des Vaters und der Mutter, formal vollkommen korrekt in der Form Alonso Lobo y de Borja) ist vor diesem Hintergrund zumindest irreführend und sollte nur vorsichtig und den Sachverhalt klarstellend erfolgen.